# Studenčane
Studenčane (serbiska: Студенчане, albanska: Studenqan, Studençan, Strudeçane) är en ort i Kosovo. Den ligger i den sydvästra delen av landet, 50 km sydväst om huvudstaden Priština. Studenčane ligger 374 meter över havet och antalet invånare är 3 311.
Terrängen runt Studenčane är kuperad åt nordost, men åt sydväst är den platt. Runt Studenčane är det ganska tätbefolkat, med 222 invånare per kvadratkilometer. Närmaste större samhälle är Suva Reka, 5,4 km öster om Studenčane. Trakten runt Studenčane består till största delen av jordbruksmark.